# レナモン
レナモンはバンダイのモンスター育成玩具『デジタルモンスター』シリーズに登場する架空の生命体・デジタルモンスターの一種。アニメ『デジモンテイマーズ』にて牧野留姫のパートナーデジモンとして登場。

## 概要
デジモンテイマーズから登場する金色のキツネをモチーフにしたデジモン。ほとんどが2頭身である成長期の中で、目測にして5頭身以上ある。腕の防具には太極図が刻まれている。

## 種族としてのレナモン
常に冷静沈着な獣人型デジモン。他の成長期に比べ立派な体躯を持つ。テイマーとなる人間との関係がストレートに現れるといわれるデジモンで、幼年期のころの育て方によってはさらに知能が高いレナモンに進化できるとされる。あらゆる状況下でも冷静さを失わず、細身かつ長身の姿は他の成長期デジモンと比べても抜きん出ており、パワーよりもスピードを利用した多彩な技で敵を翻弄する。
X抗体を取り込んだ形態においては成長期でありながら妖術の道に精通し、身体から溢れ出る妖気をオーラのように身に纏うようになった。高まった力は2本に増えた大きな尾と全身に浮き出た赤い紋様として現れており、使用する術にも磨きがかかっている。

### 基本データ
- 世代/成長期
- タイプ/獣人型
- 属性/データ
- 必殺技/狐葉楔、太極旋（X-進化）
- 得意技/狐変虚、藤八拳、狐蝶幻（X-進化）
- 勢力/ナイトメアソルジャーズ

必殺技
光の矢
光の矢を腕から放って敵を刺し貫く。
狐葉楔
鋭く尖った木の葉を、敵に手裏剣のように無数に飛ばす。

### 亜種・関連種・その他
- レレモン
- ポコモン
- キュウビモン
- タオモン
- サクヤモン
- ヨウコモン
- ドウモン
- クズハモン

## 登場人物としてのレナモン

### デジモンテイマーズ
声優は今井由香。ルキのパートナーデジモン。女性的な身なりであり、本当の性別については本人曰く「本来、デジモンには性別は存在しない」とのことだが、留姫の母は女性として扱った。サクヤモンに進化した際にはさらに声が女性的になった。
当初は人間がデジモンに与える力を欲するためだけに、ルキのパートナーとなり（正確に言えばルキを利用していただけ）、リアライズするデジモンたちを片っ端からロードしていった。しかし、タカトやギルモンと出会い、テイマーがもたらすカードスラッシュ以上の力を知ることになる。ルキとは度々すれ違いが生じながらも、最終的には強い信頼関係を築いていき、真のパートナーとなった。
成長期ながら性格は至って沈着冷静で、屈託の無いギルモンやテリアモンと比べると、大人びて落ち着いた面が際立っている。小学生であるルキの歳相応の振る舞いや疑問に対しては、保護者ともとれるような態度で接している。
とある理由で人間のパートナーと決別し孤独になっていたインプモンのことを心配しており、彼が本当はタカトとギルモンの関係を羨ましがっていることを指摘したり、ベルゼブモンに進化して自分たちの命を狙ってきた際にも、完全に敵意を抱こうとはしなかった。
作品中に一度だけだが、留姫に渡された栄養ドリンクを一気飲みし、「おっしゃっ！」と漏らしている（このとき尻尾がピンと張り詰めていた）。
種族としての能力によって、ギルモンやテリアモンなどと違って隠れたりぬいぐるみの振りをしたりする苦労をせずにリアルワールドにとけ込んでいた。ワンダースワン用ゲームソフトではテイマーである留姫に化けてみせるなどの変身能力を見せていた。
進化を主力とする以前は「ヘヴィメタル」や「スナイモン」など腕が武器となるカードをスラッシュすることで戦力を増強するという戦法をとっていた。
留姫の祖母には以前から存在に気づかれており、陰ながら「お狐様」と呼ばれていた（ちなみに留姫の母、祖母には敬語で話していた）。
またデジタルワールド編ではレオモンと共にデジタルワールドの解説をしていた。
- レナモン⇔キュウビモン⇔タオモン
- レナモン→サクヤモン

#### エピソード
- 第6話 - キュウビモンに初進化。
- 第18話 - タオモンに初進化。
- 第39話 - サクヤモンに初進化。

#### 楽曲
- いっしょがいいね
- Flaming ice
- Last Piece
- My Tomorrow

### デジモンセイバーズ アナザーミッション
声優は千葉進歩。オリジナルキャラクター神楽由麻のパートナーデジモンとして登場。